# الیور کروزر
الیور کروزر (انگلیسی: Oliver Kreuzer؛ زادهٔ ۱۳ نوامبر ۱۹۶۵) بازیکن فوتبال اهل آلمان است.
از باشگاه‌هایی که در آن بازی کرده‌است می‌توان به باشگاه فوتبال بازل، باشگاه فوتبال کارلسروهه، و باشگاه فوتبال بایرن مونیخ اشاره کرد.
وی همچنین در تیم‌های ملی فوتبال Germany national under-16 football team، جوانان آلمان، زیر ۲۱ سال آلمان، و زیر ۲۳ سال آلمان بازی کرده‌است.